# Roberto Parpaglioni
Roberto Parpaglioni (Roma, 4 ottobre 1954 – Roma, 21 luglio 2014) è stato uno scrittore italiano.
Debutta nel 1986 con il romanzo Marianna la pazza, poi ripubblicato nel 2002. Nel 2000, con la raccolta di racconti In quattro tempi, è candidato al Premio Strega. Nel 2011 esce il romanzo Il Muchacho.
Per il teatro ha scritto i drammi Sangue spezzato, messo in scena nel 1985, e Dolce stil novo, da lui stesso diretto, nel 2000.
Ha collaborato con le riviste Il Caffè, Il Cavallo di Troia, Tempo presente, Nuovi argomenti, e con il quotidiano l'Unità.  È stato inoltre il fondatore del Centro culturale Libreria Bibli di Roma, e della casa editrice Quiritta.
Dal 2012 è stato consigliere dell'Associazione Piccoli Maestri.